# Michael O'Hare
Robert Michael O'Hare Jr. (n. 6 mai 1952, Chicago, Illinois, SUA – d. 28 septembrie 2012, New York City, New York, SUA) a fost un actor american care a jucat pe scenă și în televiziune. El a fost cel mai cunoscut pentru că l-a interpretat pe comandantul Jeffrey Sinclair în serialul de televiziune science fiction, Babylon 5, rol pe care l-a lăsat din cauza problemelor grave de sănătate mintală. 

## Tinerețe
Robert Michael O'Hare Jr. s-a născut în Chicago, Illinois. A absolvit Universitatea Harvard, unde s-a ocupat de literatura engleză. A studiat la Juilliard School of Drama și cu Sanford Meisner.

## Carieră
O'Hare a apărut într-o serie de producții de teatru de pe Broadway și din zona New York, incluzând o apreciată reinterpretare a piesei Man and Superman de George Bernard Shaw cu Philip Bosco și rolul col. Jessup în versiunea originală a piesei A Few Good Men (rol jucat de Jack Nicholson în versiunea de film). 
A fost primul actor alb nominalizat de comunitatea de teatru negru din New York pentru Premiul AUDELCO pentru cel mai bun actor pentru interpretarea sa în piesa „Shades of Brown”, care a examinat efectele apartheidului în Africa de Sud. 
A apărut într-o serie de emisiuni de televiziune, inclusiv Trapper John, MD, TJ Hooker, Kate &amp; Allie, The Equalizer, Tales from the Darkside și The Cosby Mysteries . În 1992, el a fost rolul principal al comandantului Jeffrey Sinclair în serialul de televiziune science-fiction Babylon 5. A apărut de-a lungul primului sezon al serialului în 1994 și a avut câteva apariții ca invitați în al doilea și în al treilea sezon. El a avut două roluri ca invitat în Law & Order, dar s-a retras din actorie și a avut rareori apariții publice. 

## Boală și moarte
După cum afirmă creatorul Babylon 5, J. Michael Straczynski, în timpul filmărilor la primul sezon al Babylon 5, O'Hare a început să aibă halucinații paranoice. La jumătatea sezonului, halucinațiile sale s-au agravat. Din ce în ce mai dificil pentru O'Hare a fost să continue să lucreze, comportamentul său devenea din ce în ce mai neregulat și deseori era în contradicție cu colegii săi. Straczynski s-a oferit să amâne serialul timp de câteva luni pentru a se acomoda cu tratamentul; cu toate acestea, O'Hare s-a temut că acest lucru ar pune serialul în pericol și nu a vrut să pună în pericol slujbele altora. Straczynski a acceptat să păstreze secretă starea lui O'Hare pentru a-i proteja cariera, iar O'Hare a acceptat să finalizeze primul sezon, dar a fost scos din cel de-al doilea sezon pentru a-și putea continua tratamentul. Părăsirea serialului de către actor a fost anunțată fără explicații, cu excepția faptului că a fost reciprocă și amiabilă.
Tratamentele sale au fost doar parțial de succes. El a reapărut într-o apariție cameo la începutul sezonului doi (" The Vening of Shadows ") și a revenit în sezonul trei pentru un dublu episod ("Război fără sfârșit") care a închis povestea personajului său. Straczynski  a anunțat până la urmă motivul plecării, subliniind că fanii meritau să afle în cele din urmă motivul real al plecării sale și că experiența lui ar putea să ducă la conștientizare și înțelegere pentru persoanele care suferă de boli mintale. Nu a mai apărut la Babylon 5 . 
Pe 28 septembrie 2012, Straczynski a postat că O'Hare a suferit un atac de cord în New York cu cinci zile mai devreme și a rămas în comă până la moartea sa în acea zi.  Opt luni mai târziu, Straczynski a dezvăluit circumstanțele plecării lui O'Hare din Babylon 5 la o prezentare a serialului la Phoenix Comicon.

## Broadway
- Players (1978)
- Man and Superman (1979)
- A Few Good Men Men (1989)
- The Crucible (1991)